# Tilo Frey
Tilo Frey (Maroua (Kameroen), 2 mei 1923 - Neuchâtel, 27 juni 2008) was een Kameroens-Zwitserse politica voor de Vrijzinnig-Democratische Partij (FDP/PRD) uit het kanton Neuchâtel. Zij was in 1971 een van de eerste elf vrouwelijke verkozenen in de Nationale Raad en was het eerste vrouwelijke lid van de Nationale Raad uit het kanton Neuchâtel.

## Biografie

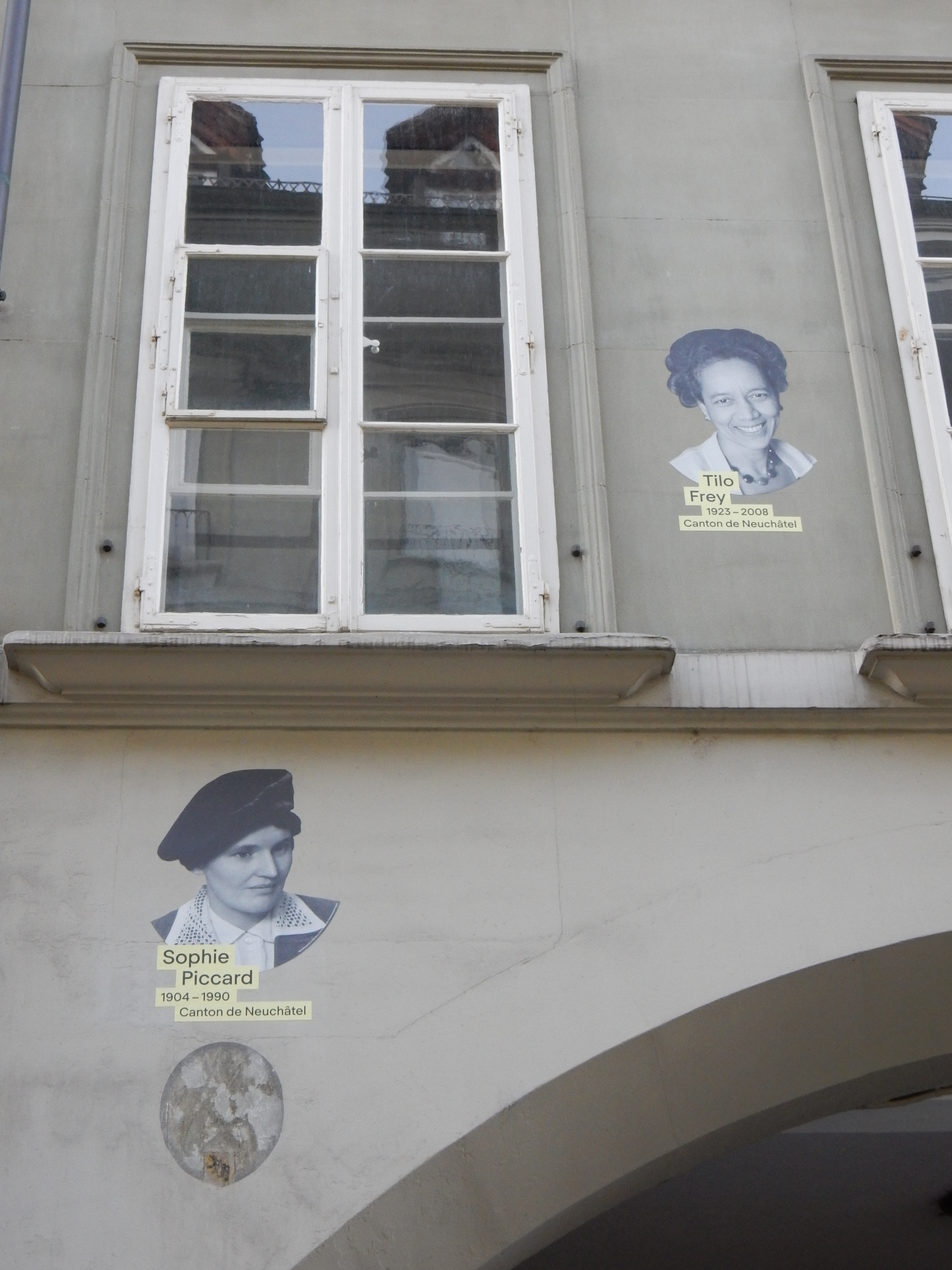
Muurtekening van Tilo Frey in Bern in het kader van de campagne Hommage 2021.

Tilo Frey werd geboren in Maroua, in Kameroen. Ze liep school in Neuchâtel en was van 1976 tot 1984 docente aan de hoge handelsschool van deze stad. Van 1964 tot 1974 was ze gemeenteraadslid (wetgevende macht) van Neuchâtel en van 1969 tot 1973 zetelde ze in de Grote Raad van Neuchâtel, waar vrouwen in 1959 het kantonnaal stemrecht hadden gekregen.  Bij de Zwitserse parlementsverkiezingen van 1971, de eerste na de invoering van het vrouwenstemrecht in Zwitserland op federaal vlak, werd zij verkozen in de Nationale Raad. Daarmee was een van de eerste twaalf vrouwelijke leden van de Zwitserse Bondsvergadering. Ze zetelde in de Nationale Raad van 29 november 1971 30 november 1975. Daarmee was ze het eerste vrouwelijke federale parlementslid uit Neuchâtel. Ze kwam in het parlement vooral op voor vrouwenzaken, zoals het recht op gelijke lonen en de depenalisering van abortus, en pleitte ook voor ontwikkelingssamenwerking. Ze was lid van de Interparlementaire Unie van 1972 tot 1974.

## Trivia

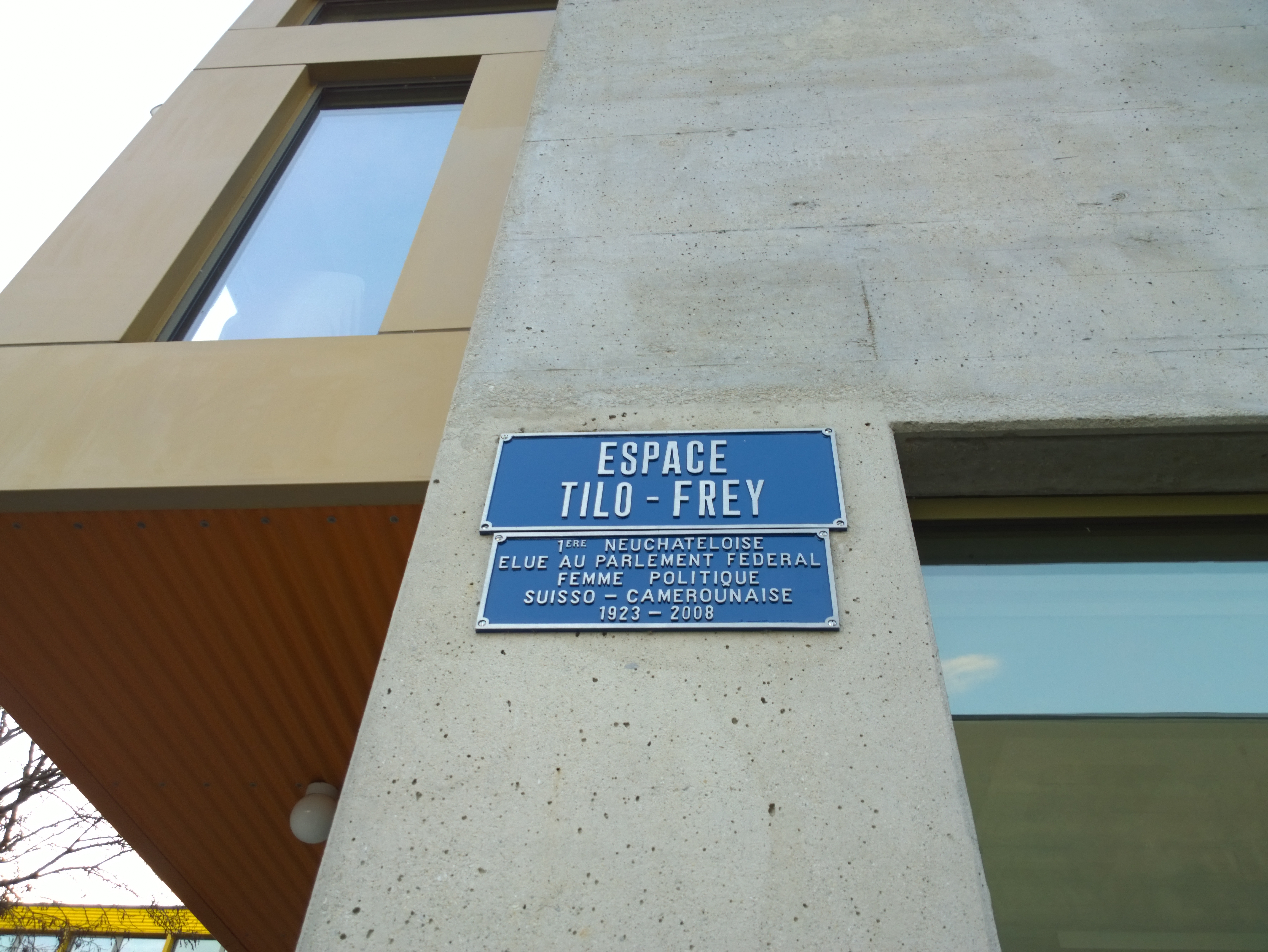
Naambord van de Espace Tilo-Frey.

- In Neuchâtel werd in de buurt van de Universiteit van Neuchâtel een plein naar haar vernoemd, de Espace Tilo-Frey.